# Calamus (plante)
Pour les articles homonymes, voir Calamus.
Genre
Classification APG III (2009)
Synonymes
- Palmijuncus Rumph. ex Kuntze	  (1891) «nom. illeg.»
- Rotanga Boehm.	 		 (1760)
- Rotang Adans. 	 		 (1763).
- Ceratolobus Blume ex Schult. & Schult.f.   		(1830).
- Daemonorops Blume in J.J.Roemer & J.A.Schultes		 (1830).
- Zalaccella Becc.  		 			(1908).
- Calospatha Becc. 					 (1911).
- Cornera Furtado 				 (1955).
- Schizospatha Furtado 				 (1955).
- Pogonotium J.Dransf.  			(1980).
- Retispatha J.Dransf				 (1980).

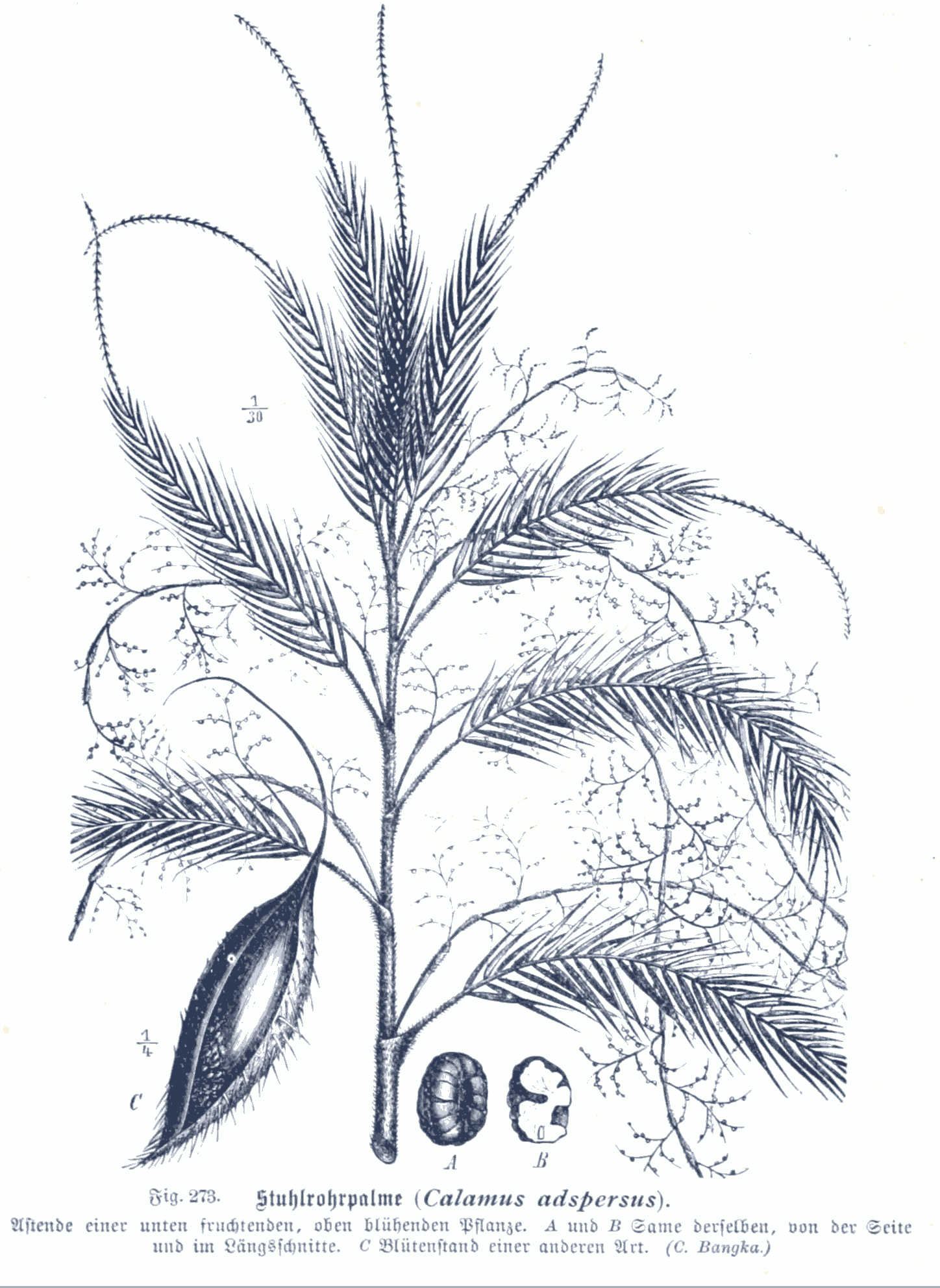
Calamus adspersus.

Calamus est un genre de la famille des Arécacées (palmiers). Les palmiers des genres Calamus et Daemonorops regroupent les palmiers communément appelés rotin. Le terme Calamus dérive du grec calamos = roseau, en référence aux tiges minces semblables au bambou.

## Distribution
Ils se rencontrent principalement en Asie du Sud-Est. La plus grande diversité spécifique se rencontre dans les forêts de l'ouest de la Malaisie.

## Description
Dans la grande majorité des cas, ce sont des palmiers grimpants, aux stipes longs et fins, devenant vite lianescents. Le diamètre de ces stipes varie considérablement selon les espèces : de quelques millimètres à plus de 10 cm. Leur longueur est également très variable : de quelques centimètres à plus de 200 m. Les rotins sont des palmiers solitaires ou cespiteux, le plus souvent en forme de lianes grimpantes nécessitant un support.
Les feuilles sont pennées, épineuses ou armées de crochets. Certaines se terminent par de longs flagelles garnis de crochets, qui servent à arrimer le palmier à la végétation environnante.

## Classification
- Sous-famille des Calamoideae
  - Tribu des Calameae
    - Sous-tribu des Calamineae

## Liste d'espèces

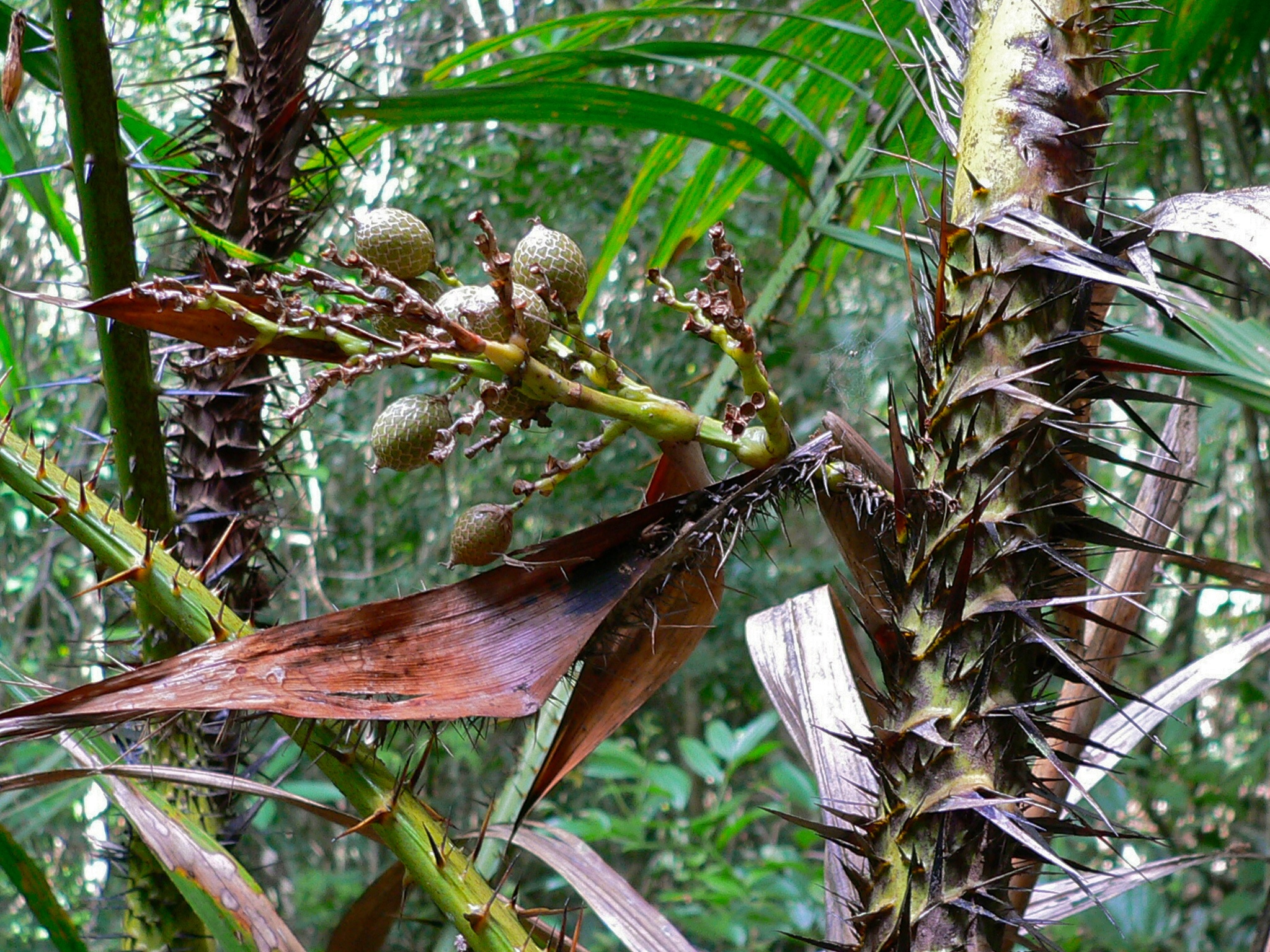
Calamus rotang, parc national de Khao Yai, Thaïlande

Selon Catalogue of Life (14 mars 2013) :
1. Calamus acanthochlamys
2. Calamus acanthophyllus
3. Calamus acanthospathus
4. Calamus acaulis
5. Calamus acidus
6. Calamus acuminatus
7. Calamus adspersus
8. Calamus aidae
9. Calamus albidus
10. Calamus albus
11. Calamus altiscandens
12. Calamus amplijugus
13. Calamus andamanicus
14. Calamus anomalus
15. Calamus arborescens
16. Calamus arfakianus
17. Calamus aruensis
18. Calamus arugda
19. Calamus ashtonii
20. Calamus asperrimus
21. Calamus australis
22. Calamus austroguangxiensis
23. Calamus axillaris
24. Calamus bachmaensis
25. Calamus bacularis
26. Calamus balerensis
27. Calamus balingensis
28. Calamus bankae
29. Calamus baratangensis
30. Calamus barbatus
31. Calamus basui
32. Calamus batanensis
33. Calamus beccarii
34. Calamus benkulensis
35. Calamus bicolor
36. Calamus billitonensis
37. Calamus bimaniferus
38. Calamus blumei
39. Calamus boniensis
40. Calamus bousigonii
41. Calamus brandisii
42. Calamus brassii
43. Calamus brevifolius
44. Calamus burckianus
45. Calamus burkillianus
46. Calamus buroensis
47. Calamus caesius
48. Calamus calospathus
49. Calamus caryotoides
50. Calamus castaneus
51. Calamus cawa
52. Calamus centralis
53. Calamus ceratophorus
54. Calamus ciliaris
55. Calamus cockburnii
56. Calamus compsostachys
57. Calamus comptus
58. Calamus concinnus
59. Calamus congestiflorus
60. Calamus conirostris
61. Calamus conjugatus
62. Calamus convallium
63. Calamus corneri
64. Calamus corrugatus
65. Calamus crassifolius
66. Calamus crispus
67. Calamus cumingianus
68. Calamus curag
69. Calamus cuthbertsonii
70. Calamus dasyacanthus
71. Calamus deerratus
72. Calamus delessertianus
73. Calamus delicatulus
74. Calamus densiflorus
75. Calamus depauperatus
76. Calamus dianbaiensis
77. Calamus didymocarpus
78. Calamus diepenhorstii
79. Calamus digitatus
80. Calamus dilaceratus
81. Calamus dimorphacanthus
82. Calamus dioicus
83. Calamus discolor
84. Calamus distentus
85. Calamus divaricatus
86. Calamus dongnaiensis
87. Calamus dransfieldii
88. Calamus egregius
89. Calamus elmerianus
90. Calamus elopurensis
91. Calamus endauensis
92. Calamus epetiolaris
93. Calamus equestris
94. Calamus erectus
95. Calamus erinaceus
96. Calamus erioacanthus
97. Calamus essigii
98. Calamus evansii
99. Calamus exilis
100. Calamus eximius
101. Calamus faberi
102. Calamus farinosus
103. Calamus fertilis
104. Calamus filipendulus
105. Calamus filispadix
106. Calamus fimbriatus
107. Calamus fissijugatus
108. Calamus flabellatus
109. Calamus flagellum
110. Calamus floribundus
111. Calamus formosanus
112. Calamus foxworthyi
113. Calamus fuscus
114. Calamus gamblei
115. Calamus gibbsianus
116. Calamus godefroyi
117. Calamus gogolensis
118. Calamus gonospermus
119. Calamus gracilis
120. Calamus graminosus
121. Calamus grandifolius
122. Calamus gregisectus
123. Calamus griseus
124. Calamus guruba
125. Calamus hainanensis
126. Calamus halmaherensis
127. Calamus harmandii
128. Calamus hartmannii
129. Calamus henryanus
130. Calamus hepburnii
131. Calamus heteracanthus
132. Calamus heteroideus
133. Calamus hispidulus
134. Calamus holttumii
135. Calamus hookerianus
136. Calamus hukaungensis
137. Calamus humboldtianus
138. Calamus hypertrichosus
139. Calamus hypoleucus
140. Calamus impar
141. Calamus inopinatus
142. Calamus inops
143. Calamus insignis
144. Calamus interruptus
145. Calamus javensis
146. Calamus jenningsianus
147. Calamus kandariensis
148. Calamus karnatakensis
149. Calamus karuensis
150. Calamus keyensis
151. Calamus kiahii
152. Calamus kingianus
153. Calamus kjellbergii
154. Calamus klossii
155. Calamus kontumensis
156. Calamus koordersianus
157. Calamus lacciferus
158. Calamus laevigatus
159. Calamus lakshmanae
160. Calamus lambirensis
161. Calamus laoensis
162. Calamus lateralis
163. Calamus latifolius
164. Calamus latispinus
165. Calamus lauterbachii
166. Calamus laxissimus
167. Calamus ledermannianus
168. Calamus leiocaulis
169. Calamus leloi
170. Calamus leptospadix
171. Calamus leptostachys
172. Calamus lobbianus
173. Calamus longipinna
174. Calamus longisetus
175. Calamus longispathus
176. Calamus luridus
177. Calamus macgregorii
178. Calamus macrochlamys
179. Calamus macrorhynchus
180. Calamus macrosphaerion
181. Calamus maiadum
182. Calamus malawaliensis
183. Calamus manan
184. Calamus manillensis
185. Calamus marginatus
186. Calamus maritimus
187. Calamus mattanensis
188. Calamus maturbongsii
189. Calamus mayrii
190. Calamus megaphyllus
191. Calamus meghalayensis
192. Calamus melanacanthus
193. Calamus melanochrous
194. Calamus melanoloma
195. Calamus melanorhynchus
196. Calamus merrillii
197. Calamus mesilauensis
198. Calamus metzianus
199. Calamus micranthus
200. Calamus microcarpus
201. Calamus microsphaerion
202. Calamus minahassae
203. Calamus mindorensis
204. Calamus minor
205. Calamus minutus
206. Calamus mitis
207. Calamus modestus
208. Calamus mogeae
209. Calamus moorhousei
210. Calamus moseleyanus
211. Calamus moszkowskianus
212. Calamus moti
213. Calamus muelleri
214. Calamus multinervis
215. Calamus multisetosus
216. Calamus multispicatus
217. Calamus muricatus
218. Calamus myriacanthus
219. Calamus myriocarpus
220. Calamus myriocladus
221. Calamus nagbettai
222. Calamus nambariensis
223. Calamus nannostachys
224. Calamus nanodendron
225. Calamus neelagiricus
226. Calamus nematospadix
227. Calamus nicobaricus
228. Calamus nielsenii
229. Calamus nigricans
230. Calamus occidentalis
231. Calamus oligostachys
232. Calamus opacus
233. Calamus optimus
234. Calamus ornatus
235. Calamus orthostachyus
236. Calamus ovoideus
237. Calamus oxleyanus
238. Calamus oxycarpus
239. Calamus pachypus
240. Calamus pachystachys
241. Calamus pachystemonus
242. Calamus padangensis
243. Calamus palustris
244. Calamus pandanosmus
245. Calamus papuanus
246. Calamus parvulus
247. Calamus paspalanthus
248. Calamus paucijugus
249. Calamus paulii
250. Calamus pedicellatus
251. Calamus penicillatus
252. Calamus perakensis
253. Calamus peregrinus
254. Calamus pholidostachys
255. Calamus pilosellus
256. Calamus pilosissimus
257. Calamus pisicarpus
258. Calamus platyspathus
259. Calamus plicatus
260. Calamus poensis
261. Calamus pogonacanthus
262. Calamus poilanei
263. Calamus polycladus
264. Calamus polystachys
265. Calamus praetermissus
266. Calamus prasinus
267. Calamus prattianus
268. Calamus pseudofeanus
269. Calamus pseudomollis
270. Calamus pseudorivalis
271. Calamus pseudotenuis
272. Calamus pseudoulur
273. Calamus pseudozebrinus
274. Calamus psilocladus
275. Calamus pulaiensis
276. Calamus pulcher
277. Calamus pycnocarpus
278. Calamus pygmaeus
279. Calamus quinquenervius
280. Calamus radiatus
281. Calamus radicalis
282. Calamus radulosus
283. Calamus ramulosus
284. Calamus reinwardtii
285. Calamus renukae
286. Calamus reticulatus
287. Calamus reyesianus
288. Calamus rhabdocladus
289. Calamus rheedei
290. Calamus rhomboideus
291. Calamus rhytidomus
292. Calamus ridleyanus
293. Calamus robinsonianus
294. Calamus rotang
295. Calamus rudentum
296. Calamus rugosus
297. Calamus rumphii
298. Calamus ruvidus
299. Calamus sabalensis
300. Calamus sabensis
301. Calamus salicifolius
302. Calamus samian
303. Calamus sarawakensis
304. Calamus scabridulus
305. Calamus scabrispathus
306. Calamus schaeferianus
307. Calamus schistoacanthus
308. Calamus schlechterianus
309. Calamus scipionum
310. Calamus scleracanthus
311. Calamus sedens
312. Calamus semierectus
313. Calamus semoi
314. Calamus senalingensis
315. Calamus sepikensis
316. Calamus seriatus
317. Calamus serrulatus
318. Calamus sessilifolius
319. Calamus setulosus
320. Calamus shendurunii
321. Calamus siamensis
322. Calamus simplex
323. Calamus simplicifolius
324. Calamus siphonospathus
325. Calamus solitarius
326. Calamus sordidus
327. Calamus speciosissimus
328. Calamus spectabilis
329. Calamus spectatissimus
330. Calamus spicatus
331. Calamus spinifolius
332. Calamus spinulinervis
333. Calamus spiralis
334. Calamus stoloniferus
335. Calamus suaveolens
336. Calamus subinermis
337. Calamus sumbawensis
338. Calamus symphysipus
339. Calamus tanakadatei
340. Calamus tapa
341. Calamus temburongii
342. Calamus temii
343. Calamus tenompokensis
344. Calamus tenuis
345. Calamus tetradactyloides
346. Calamus tetradactylus
347. Calamus thwaitesii
348. Calamus thysanolepis
349. Calamus timorensis
350. Calamus toli-toliensis
351. Calamus tomentosus
352. Calamus trachycoleus
353. Calamus travancoricus
354. Calamus trispermus
355. Calamus tumidus
356. Calamus ulur
357. Calamus unifarius
358. Calamus usitatus
359. Calamus vattayila
360. Calamus vestitus
361. Calamus vidalianus
362. Calamus viminalis
363. Calamus vinosus
364. Calamus viridispinus
365. Calamus viridissimus
366. Calamus vitiensis
367. Calamus walkeri
368. Calamus wanggaii
369. Calamus warburgii
370. Calamus wari-wariensis
371. Calamus whitmorei
372. Calamus wightii
373. Calamus winklerianus
374. Calamus wuliangshanensis
375. Calamus yentuensis
376. Calamus zebrinus
377. Calamus zeylanicus
378. Calamus zollingeri
379. Calamus zonatus

Selon ITIS (14 mars 2013) :
- Calamus caesius Blume
- Calamus deerratus G. Mann & H. Wendl.
- Calamus rotang L.

Selon World Checklist of Selected Plant Families (WCSP) (14 mars 2013) :
1. Calamus acanthochlamys J.Dransf. (1990)
2. Calamus acanthophyllus Becc. (1910)
3. Calamus acanthospathus Griff. (1845)
4. Calamus acaulis A.J.Hend., N.K.Ban & N.Q.Dung (2008)
5. Calamus acidus Becc. (1908)
6. Calamus acuminatus Becc. (1913)
7. Calamus adspersus Blume (1847)
8. Calamus aidae Fernando (1988 publ. 1989)
9. Calamus albidus L.X.Guo & A.J.Hend. (2007)
10. Calamus albus Pers. (1805)
11. Calamus altiscandens Burret (1939)
12. Calamus amplijugus J.Dransf. (1982)
13. Calamus andamanicus Kurz, J. Asiat. Soc. Bengal, Pt. 2 (1874)
14. Calamus anomalus Burret (1935)
15. Calamus arborescens Griff. (1845)
16. Calamus arfakianus Becc. (1917)
17. Calamus aruensis Becc. (1886)
18. Calamus arugda Becc., Philipp. J. Sci. (1909)
19. Calamus ashtonii J.Dransf. (1980)
20. Calamus asperrimus Blume (1830)
21. Calamus australis Mart. (1838)
22. Calamus austroguangxiensis S.J.Pei & S.Y.Chen (1989)
23. Calamus axillaris Becc. (1893)
24. Calamus bachmaensis A.J.Hend., N.K.Ban & N.Q.Dung (2008)
25. Calamus bacularis Becc. (1902)
26. Calamus balerensis Fernando (1988 publ. 1989)
27. Calamus balingensis Furtado (1956)
28. Calamus bankae W.J.Baker & J.Dransf. (2002)
29. Calamus baratangensis Renuka & Vijayak. (1994)
30. Calamus barbatus Zipp. ex Blume (1847)
31. Calamus basui Renuka & Vijayak. (1994)
32. Calamus batanensis (Becc.) Baja-Lapis (1987 publ. 1989)
33. Calamus beccarii A.J.Hend. (2005)
34. Calamus benkulensis Becc. (1913)
35. Calamus bicolor Becc. (1913)
36. Calamus billitonensis Becc. ex K.Heyne, Nutt. Pl. Ned.-Ind., ed. 2 (1922)
37. Calamus bimaniferus T.Evans & al. (2000)
38. Calamus blumei Becc. (1908)
39. Calamus boniensis Becc. ex K.Heyne, Nutt. Pl. Ned.-Ind., ed. 2 (1922)
40. Calamus bousigonii Becc. (1902)
41. Calamus brandisii Becc. (1892)
42. Calamus brassii Burret (1935)
43. Calamus brevifolius Becc. (1923)
44. Calamus burckianus Becc. (1902)
45. Calamus burkillianus Becc. ex Ridl. (1925)
46. Calamus buroensis Mart. ex Walp. (1852)
47. Calamus caesius Blume (1847)
48. Calamus calospathus (Ridl.) W.J.Baker & J.Dransf. (2008)
49. Calamus caryotoides A.Cunn. ex Mart. (1838)
50. Calamus castaneus Griff. (1845)
51. Calamus cawa Blume (1847)
52. Calamus centralis A.J.Hend., N.K.Ban & N.Q.Dung (2008)
53. Calamus ceratophorus Conrard (1938)
54. Calamus ciliaris Blume (1830)
55. Calamus cockburnii J.Dransf. (1978)
56. Calamus compsostachys Burret (1937)
57. Calamus comptus J.Dransf. (1990)
58. Calamus concinnus Mart. (1853)
59. Calamus congestiflorus J.Dransf. (1982)
60. Calamus conirostris Becc. (1893)
61. Calamus conjugatus Furtado (1935)
62. Calamus convallium J.Dransf. (1982)
63. Calamus corneri Furtado (1956)
64. Calamus corrugatus Becc. (1902)
65. Calamus crassifolius J.Dransf. (1990)
66. Calamus crispus A.J.Hend., N.K.Ban & N.Q.Dung (2008)
67. Calamus cumingianus Becc. (1902)
68. Calamus curag Blanco ex Becc. (1902)
69. Calamus cuthbertsonii Becc. (1888)
70. Calamus dasyacanthus W.J.Baker & al. (2003)
71. Calamus deerratus G.Mann & H.Wendl. (1864)
72. Calamus delessertianus Becc. (1908)
73. Calamus delicatulus Thwaites (1864)
74. Calamus densiflorus Becc. (1893)
75. Calamus depauperatus Ridl., Trans. Linn. Soc. London (1916)
76. Calamus dianbaiensis C.F.Wei (1986)
77. Calamus didymocarpus Warb. ex Becc. (1908)
78. Calamus diepenhorstii Miq., Fl. Ned. Ind. (1861)
79. Calamus digitatus Becc. (1892)
80. Calamus dilaceratus Becc. (1902)
81. Calamus dimorphacanthus Becc. (1902)
82. Calamus dioicus Lour. (1790)
83. Calamus discolor Mart. (1838)
84. Calamus distentus Burret (1939)
85. Calamus divaricatus Becc. (1913)
86. Calamus dongnaiensis Pierre ex Becc. (1902)
87. Calamus dransfieldii Renuka (1987)
88. Calamus egregius Burret (1937)
89. Calamus elmerianus Becc. ex Elmer (1909)
90. Calamus elopurensis J.Dransf. (1982)
91. Calamus endauensis J.Dransf. (1978)
92. Calamus epetiolaris Mart. ex Walp. (1852)
93. Calamus equestris Willd. (1799)
94. Calamus erectus Roxb., Fl. Ind. ed. 1832 (1832)
95. Calamus erinaceus (Becc.) J.Dransf. (1978)
96. Calamus erioacanthus Becc. (1902)
97. Calamus essigii W.J.Baker (2002)
98. Calamus evansii A.J.Hend. (2007)
99. Calamus exilis Griff. (1850)
100. Calamus eximius Burret (1939)
101. Calamus faberi Becc. (1908)
102. Calamus farinosus Linden (1872)
103. Calamus fertilis Becc. (1908)
104. Calamus filipendulus Becc. (1892)
105. Calamus filispadix Becc., Philipp. J. Sci. (1911)
106. Calamus fimbriatus Van Valk. (1995)
107. Calamus fissijugatus Burret (1943)
108. Calamus flabellatus Becc. (1886)
109. Calamus flagellum Griff. ex Walp. (1852)
110. Calamus floribundus Griff. (1845)
111. Calamus formosanus Becc. (1902)
112. Calamus foxworthyi Becc. (1913)
113. Calamus fuscus Becc. (1923)
114. Calamus gamblei Becc. (1893)
115. Calamus gibbsianus Becc. (1913)
116. Calamus godefroyi Becc. (1908)
117. Calamus gogolensis Becc. (1908)
118. Calamus gonospermus Becc. (1902)
119. Calamus gracilis Roxb., Fl. Ind. ed. 1832 (1832)
120. Calamus graminosus Blume (1847)
121. Calamus grandifolius Becc., Philipp. J. Sci. (1909)
122. Calamus gregisectus Burret (1943)
123. Calamus griseus J.Dransf., Thai Forest Bull. (2000)
124. Calamus guruba Buch.-Ham. ex Mart. (1838)
125. Calamus hainanensis C.C.Chang & L.G.Xu ex R.H.Miau (1981)
126. Calamus halmaherensis Burret (1943)
127. Calamus harmandii Pierre ex Becc. (1902)
128. Calamus hartmannii Becc. (1908)
129. Calamus henryanus Becc. (1902)
130. Calamus hepburnii J.Dransf. (1982)
131. Calamus heteracanthus Zipp. ex Blume (1847)
132. Calamus heteroideus Blume (1847)
133. Calamus hispidulus Becc. (1902)
134. Calamus holttumii Furtado (1956)
135. Calamus hookerianus Becc. (1908)
136. Calamus hukaungensis A.J.Hend. (2007)
137. Calamus humboldtianus Becc. (1917)
138. Calamus hypertrichosus Becc. (1913)
139. Calamus hypoleucus Kurz, J. Asiat. Soc. Bengal, Pt. 2 (1874)
140. Calamus impar Becc. (1913)
141. Calamus inopinatus Furtado (1937)
142. Calamus inops Becc. ex K.Heyne, Nutt. Pl. Ned.-Ind., ed. 2 (1922)
143. Calamus insignis Griff. (1845)
144. Calamus interruptus Becc. (1886)
145. Calamus javensis Blume (1847)
146. Calamus jenningsianus Becc., Philipp. J. Sci. (1909)
147. Calamus kandariensis Becc. (1902)
148. Calamus karnatakensis Renuka & Lakshmana (1990)
149. Calamus karuensis Ridl. (1923)
150. Calamus keyensis Becc. (1913)
151. Calamus kiahii Furtado (1935)
152. Calamus kingianus Becc. (1908)
153. Calamus kjellbergii Furtado (1935)
154. Calamus klossii Ridl., Trans. Linn. Soc. London (1916)
155. Calamus kontumensis A.J.Hend., N.K.Ban & N.Q.Dung (2008)
156. Calamus koordersianus Becc. (1913)
157. Calamus lacciferus Lakshmana & Renuka (1990)
158. Calamus laevigatus Mart. ex Walp. (1852)
159. Calamus lakshmanae Renuka (1990)
160. Calamus lambirensis J.Dransf. (1990)
161. Calamus laoensis T.Evans & al. (2000)
162. Calamus lateralis A.J.Hend., N.K.Ban & N.Q.Dung (2008)
163. Calamus latifolius Roxb. (1814) prop.
164. Calamus latispinus Miq., Verh. Kon. Akad. Wetensch. (1868)
165. Calamus lauterbachii Becc. (1908)
166. Calamus laxissimus Ridl. (1907)
167. Calamus ledermannianus Becc. (1923)
168. Calamus leiocaulis Becc. ex K.Heyne, Nutt. Pl. Ned.-Ind., ed. 2 (1922)
169. Calamus leloi J.Dransf. (1980)
170. Calamus leptospadix Griff. (1845)
171. Calamus leptostachys Becc. ex K.Heyne, Nutt. Pl. Ned.-Ind., ed. 2 (1922)
172. Calamus lobbianus Becc. (1893)
173. Calamus longipinna K.Schum. & Lauterb. (1900)
174. Calamus longisetus Griff. (1845)
175. Calamus longispathus Ridl. (1907)
176. Calamus luridus Becc. (1892)
177. Calamus macgregorii Becc. (1908)
178. Calamus macrochlamys Becc. (1908)
179. Calamus macrorhynchus Burret (1937)
180. Calamus macrosphaerion Becc. (1908)
181. Calamus maiadum J.Dransf. (1997 publ. 1998)
182. Calamus malawaliensis J.Dransf. (1982)
183. Calamus manan Miq., Fl. Ned. Ind. (1861)
184. Calamus manillensis (Mart.) H.Wendl. (1878)
185. Calamus marginatus (Blume) Mart. ex Walp. (1852)
186. Calamus maritimus Blume (1847)
187. Calamus mattanensis Becc. (1902)
188. Calamus maturbongsii W.J.Baker & J.Dransf. (2002)
189. Calamus mayrii Burret (1933)
190. Calamus megaphyllus Becc. (1913)
191. Calamus meghalayensis A.J.Hend. (2007)
192. Calamus melanacanthos Mart. (1838)
193. Calamus melanochrous Burret (1931)
194. Calamus melanoloma Mart. (1838)
195. Calamus melanorhynchus Becc. (1913)
196. Calamus merrillii Becc. (1905)
197. Calamus mesilauensis J.Dransf. (1982)
198. Calamus metzianus Schltdl. (1855)
199. Calamus micranthus Blume (1847)
200. Calamus microcarpus Becc. (1902)
201. Calamus microsphaerion Becc. (1904)
202. Calamus minahassae Warb. ex Becc. (1908)
203. Calamus mindorensis Becc., Philipp. J. Sci. (1907)
204. Calamus minor A.J.Hend. (2007)
205. Calamus minutus J.Dransf. (1978)
206. Calamus mitis Becc., Philipp. J. Sci. (1909)
207. Calamus modestus T.Evans & T.P.Anh (2001)
208. Calamus mogeae J.Dransf. (2000)
209. Calamus moorhousei Furtado (1956)
210. Calamus moseleyanus Becc. (1902)
211. Calamus moszkowskianus Becc. (1913)
212. Calamus moti F.M.Bailey (1899)
213. Calamus muelleri H.Wendl. (1875)
214. Calamus multinervis Becc. (1913)
215. Calamus multisetosus Burret (1943)
216. Calamus multispicatus Burret (1937)
217. Calamus muricatus Becc. (1902)
218. Calamus myriacanthus Becc. (1902)
219. Calamus myriocarpus Burret (1943)
220. Calamus myriocladus Burret (1943)
221. Calamus nagbettai R.R.Fernald & Dey (1970)
222. Calamus nambariensis Becc. (1908)
223. Calamus nannostachys Burret (1931)
224. Calamus nanodendron J.Dransf. (1990)
225. Calamus neelagiricus Renuka (1997)
226. Calamus nematospadix Becc. (1902)
227. Calamus nicobaricus Becc. (1892)
228. Calamus nielsenii J.Dransf. (1981)
229. Calamus nigricans Van Valk. (1995)
230. Calamus occidentalis Witono & J.Dransf. (1998)
231. Calamus oligostachys T.Evans & al. (2001)
232. Calamus opacus Blume (1847)
233. Calamus optimus Becc. (1902)
234. Calamus ornatus Blume (1830)
235. Calamus orthostachyus Furtado (1935)
236. Calamus ovoideus Thwaites ex Trimen (1885)
237. Calamus oxleyanus Teijsm. & Binn. ex Miq. (1868)
238. Calamus oxycarpus Becc. (1913)
239. Calamus pachypus W.J.Baker & al. (2003)
240. Calamus pachystachys Warb. ex Becc. (1908)
241. Calamus pachystemonus Thwaites (1864)
242. Calamus padangensis Furtado (1956)
243. Calamus palustris Griff. (1845)
244. Calamus pandanosmus Furtado (1956)
245. Calamus papuanus Becc. (1886)
246. Calamus parvulus A.J.Hend. & N.Q.Dung (2010)
247. Calamus paspalanthus Becc. (1893)
248. Calamus paucijugus Becc. ex K.Heyne, Nutt. Pl. Ned.-Ind., ed. 2 (1922)
249. Calamus paulii J.Dransf. (1990)
250. Calamus pedicellatus Becc. ex K.Heyne, Nutt. Pl. Ned.-Ind., ed. 2 (1922)
251. Calamus penicillatus Roxb., Fl. Ind. ed. 1832 (1832)
252. Calamus perakensis Becc. (1893)
253. Calamus peregrinus Furtado (1956)
254. Calamus pholidostachys J.Dransf. & W.J.Baker (2003)
255. Calamus pilosellus Becc. (1902)
256. Calamus pilosissimus Becc. (1909)
257. Calamus pisicarpus Blume (1847)
258. Calamus platyspathus Mart. ex Kunth (1841)
259. Calamus plicatus Blume (1847)
260. Calamus poensis Becc. (1913)
261. Calamus pogonacanthus Becc. ex H.J.P.Winkl. (1912)
262. Calamus poilanei Conrard (1938)
263. Calamus polycladus Burret (1943)
264. Calamus polystachys Becc. (1908)
265. Calamus praetermissus J.Dransf. (1982)
266. Calamus prasinus Lakshmana & Renuka (1991)
267. Calamus prattianus Becc. (1917)
268. Calamus pseudofeanus S.K.Basu (1989)
269. Calamus pseudomollis Becc. (1913)
270. Calamus pseudorivalis Becc. (1908)
271. Calamus pseudotenuis Becc. (1892)
272. Calamus pseudoulur Becc. (1913)
273. Calamus pseudozebrinus Burret (1935)
274. Calamus psilocladus J.Dransf. (1990)
275. Calamus pulaiensis Becc. (1913)
276. Calamus pulcher Miq. (1850)
277. Calamus pycnocarpus (Furtado) J.Dransf. (1977)
278. Calamus pygmaeus Becc. (1886)
279. Calamus quinquenervius Roxb., Fl. Ind. ed. 1832 (1832)
280. Calamus radiatus Thwaites (1864)
281. Calamus radicalis H.Wendl. & Drude (1875)
282. Calamus radulosus Becc. (1892)
283. Calamus ramulosus Becc. (1904)
284. Calamus reinwardtii Mart. (1845)
285. Calamus renukae J.Jacob, N.Mohanan & Kariyappa (2008)
286. Calamus reticulatus Burret (1939)
287. Calamus reyesianus Becc., Philipp. J. Sci. (1907)
288. Calamus rhabdocladus Burret (1930)
289. Calamus rheedei Griff. (1845)
290. Calamus rhomboideus Blume (1829)
291. Calamus rhytidomus Becc. (1913)
292. Calamus ridleyanus Becc. (1902)
293. Calamus robinsonianus Becc., Philipp. J. Sci. (1917)
294. Calamus rotang L. (1753)
295. Calamus rudentum Lour. (1790)
296. Calamus rugosus Becc. (1892)
297. Calamus rumphii Blume (1847)
298. Calamus ruvidus Becc. (1902)
299. Calamus sabalensis J.Dransf. (1990)
300. Calamus sabensis Becc. (1908)
301. Calamus salicifolius Becc. (1902)
302. Calamus samian Becc. (1913)
303. Calamus sarawakensis Becc. (1902)
304. Calamus scabridulus Becc. (1902)
305. Calamus scabrispathus Becc. (1923)
306. Calamus schaeferianus Burret (1940)
307. Calamus schistoacanthus Blume (1847)
308. Calamus schlechterianus Becc. (1913)
309. Calamus scipionum Lour. (1790)
310. Calamus scleracanthus Becc. ex K.Heyne, Nutt. Pl. Ned.-Ind., ed. 2 (1922)
311. Calamus sedens J.Dransf. (1979)
312. Calamus semierectus Renuka & Vijayak. (1994)
313. Calamus semoi Becc. (1913)
314. Calamus senalingensis J.Dransf. (1978)
315. Calamus sepikensis Becc. (1923)
316. Calamus seriatus A.J.Hend. & N.Q.Dung (2010)
317. Calamus serrulatus Becc. (1886)
318. Calamus sessilifolius Burret (1940)
319. Calamus setulosus J.Dransf. (1978)
320. Calamus shendurunii Anto, Renuka & Sreek. (2001)
321. Calamus siamensis Becc. (1902)
322. Calamus simplex Becc. (1893)
323. Calamus simplicifolius C.F.Wei (1986)
324. Calamus siphonospathus Mart. ex Walp. (1852)
325. Calamus solitarius T.Evans & al. (2000)
326. Calamus sordidus J.Dransf. (1980)
327. Calamus speciosissimus Furtado (1956)
328. Calamus spectabilis Blume (1847)
329. Calamus spectatissimus Furtado (1956)
330. Calamus spicatus A.J.Hend. (2007)
331. Calamus spinifolius Becc. (1902)
332. Calamus spinulinervis Becc. (1913)
333. Calamus spiralis A.J.Hend., N.K.Ban & N.Q.Dung (2008)
334. Calamus stoloniferus Renuka (1990)
335. Calamus suaveolens W.J.Baker & J.Dransf. (2004)
336. Calamus subinermis H.Wendl. ex Becc. (1902)
337. Calamus sumbawensis Burret (1943)
338. Calamus symphysipus Mart. ex Walp. (1852)
339. Calamus tanakadatei Furtado (1956)
340. Calamus tapa Becc. (1913)
341. Calamus temburongii J.Dransf. (1997 publ. 1998)
342. Calamus temii T.Evans (2002)
343. Calamus tenompokensis Furtado (1935)
344. Calamus tenuis Roxb., Fl. Ind. ed. 1832 (1832)
345. Calamus tetradactyloides Burret (1937)
346. Calamus tetradactylus Hance (1875)
347. Calamus thwaitesii Becc. (1892)
348. Calamus thysanolepis Hance (1874)
349. Calamus timorensis Becc. (1913)
350. Calamus toli-toliensis Becc. ex K.Heyne, Nutt. Pl. Ned.-Ind., ed. 2 (1922)
351. Calamus tomentosus Becc. (1893)
352. Calamus trachycoleus Becc. (1913)
353. Calamus travancoricus Bedd. ex Becc. (1893)
354. Calamus trispermus Becc. (1904)
355. Calamus tumidus Furtado (1956)
356. Calamus ulur Becc. (1913)
357. Calamus unifarius H.Wendl. (1859)
358. Calamus usitatus Blanco (1837)
359. Calamus vattayila Renuka (1987)
360. Calamus vestitus Becc. (1886)
361. Calamus vidalianus Becc. (1902)
362. Calamus viminalis Willd. (1799)
363. Calamus vinosus Becc. (1919)
364. Calamus viridispinus Becc. (1893)
365. Calamus viridissimus Becc. (1913)
366. Calamus vitiensis Warb. ex Becc. (1908)
367. Calamus walkeri Hance (1874)
368. Calamus wanggaii W.J.Baker & J.Dransf. (2002)
369. Calamus warburgii K.Schum. (1900)
370. Calamus wari-wariensis Becc. (1913)
371. Calamus whitmorei J.Dransf. (1978)
372. Calamus wightii Griff. (1850)
373. Calamus winklerianus Becc. (1912)
374. Calamus wuliangshanensis San Y.Chen, K.L.Wang & S.J.Pei (2002)
375. Calamus yentuensis A.J.Hend. & N.Q.Dung (2010)
376. Calamus zebrinus Becc. (1886)
377. Calamus zeylanicus Becc. (1893)
378. Calamus zollingeri Becc. (1908)
379. Calamus zonatus Becc. (1902)

Selon Plants of the World online (POWO) (30 janvier 2022) :
Contient les données issu des synonymes :
Ceratolobus Blume ex Schult. & Schult.f.
Retispatha J.Dransf.
Pogonotium J.Dransf.
Daemonorops Blume
1. Calamus acamptostachys     (Becc.) W.J.Baker
2. Calamus acanthochlamys     J.Dransf.
3. Calamus acanthophyllus     Becc.
4. Calamus acanthospathus     Griff.
5. Calamus acaulis     A.J.Hend., N.K.Ban & N.Q.Dung
6. Calamus acehensis     (Rustiami) W.J.Baker
7. Calamus adspersus     Blume
8. Calamus affinis     (Becc.) W.J.Baker
9. Calamus aidae     Fernando
10. Calamus albidus     L.X.Guo & A.J.Hend.
11. Calamus altiscandens     Burret
12. Calamus andamanicus     Kurz
13. Calamus angustifolius     Griff.
14. Calamus anomalus     Burret
15. Calamus applanatus     (A.J.Hend. & N.Q.Dung) A.J.Hend.
16. Calamus arborescens     Griff.
17. Calamus aruensis     Becc.
18. Calamus arugda     Becc.
19. Calamus ashtonii     J.Dransf.
20. Calamus asperrimus     Blume
21. Calamus asteracanthus     (Becc.) W.J.Baker
22. Calamus ater     (J.Dransf.) W.J.Baker
23. Calamus australis     Mart.
24. Calamus axillaris     Becc.
25. Calamus bacularis     Becc.
26. Calamus badius     J.Dransf. & W.J.Baker
27. Calamus baiyerensis     W.J.Baker & J.Dransf.
28. Calamus balerensis     Fernando
29. Calamus balingensis     Furtado
30. Calamus banggiensis     (J.Dransf.) W.J.Baker
31. Calamus bankae     W.J.Baker & J.Dransf.
32. Calamus baratangensis     Renuka & Vijayak.
33. Calamus barbatus     Zipp. ex Blume
34. Calamus barfodii     W.J.Baker & J.Dransf.
35. Calamus barisanensis     A.J.Hend.
36. Calamus batanensis     (Becc.) Baja-Lapis
37. Calamus beccarii     A.J.Hend.
38. Calamus beguinii     (Burret) W.J.Baker
39. Calamus bicolor     Becc.
40. Calamus billitonensis     Becc. ex K.Heyne
41. Calamus bimanifer     T.Evans, Sengdala, Viengkham, Thamm. & J.Dransf.
42. Calamus binnendijkii     (Becc.) W.J.Baker
43. Calamus boniensis     Becc. ex K.Heyne
44. Calamus bousigonii     Pierre ex Becc.
45. Calamus brachypodus     W.J.Baker
46. Calamus brandisii     Becc.
47. Calamus brevicaulis     (A.J.Hend. & N.Q.Dung) W.J.Baker
48. Calamus brevissimus     A.J.Hend.
49. Calamus brunneus     A.J.Hend., Pitopang & Moh.Iqbal
50. Calamus bulubabi     W.J.Baker & J.Dransf.
51. Calamus burckianus     Becc.
52. Calamus burkillianus     Becc. ex Ridl.
53. Calamus caesius     Blume
54. Calamus calapparius     Mart.
55. Calamus calciphilus     A.J.Hend.
56. Calamus calicarpus     Griff.
57. Calamus calospathus     (Ridl.) W.J.Baker & J.Dransf.
58. Calamus capillosus     W.J.Baker & J.Dransf.
59. Calamus carsicola     Adorador & Fernando
60. Calamus caryotoides     A.Cunn. ex Mart.
61. Calamus castaneus     Griff.
62. Calamus caurinus     A.J.Hend. & Rustiami
63. Calamus cawa     Blume
64. Calamus centralis     A.J.Hend., N.K.Ban & N.Q.Dung
65. Calamus ceratophorus     Conrard
66. Calamus cheirophyllus     J.Dransf. & W.J.Baker
67. Calamus ciliaris     Blume
68. Calamus cinereus     A.J.Hend. & N.Q.Dung
69. Calamus clemensianus     (Becc.) W.J.Baker
70. Calamus clivorum     A.J.Hend. & N.Q.Dung
71. Calamus cockburnii     J.Dransf.
72. Calamus collarifer     (Becc.) W.J.Baker
73. Calamus compsostachys     Burret
74. Calamus comptus     J.Dransf.
75. Calamus concinnus     Mart.
76. Calamus concolor     (Blume) W.J.Baker
77. Calamus confusus     (Furtado) W.J.Baker
78. Calamus conirostris     Becc.
79. Calamus conjugatus     Furtado
80. Calamus conspectus     W.J.Baker
81. Calamus convallium     J.Dransf.
82. Calamus crassifolius     J.Dransf.
83. Calamus crinitus     (Blume) Miq.
84. Calamus cristatus     (Becc.) W.J.Baker
85. Calamus croftii     J.Dransf. & W.J.Baker
86. Calamus cumingianus     Becc.
87. Calamus curranii     (Becc.) W.J.Baker
88. Calamus cuthbertsonii     Becc.
89. Calamus dasyacanthus     W.J.Baker, Bayton, J.Dransf. & Maturb.
90. Calamus deerratus     G.Mann & H.Wendl.
91. Calamus delicatulus     Thwaites
92. Calamus densifloropsis     A.J.Hend.
93. Calamus densiflorus     Becc.
94. Calamus depauperatus     Ridl.
95. Calamus dianbaiensis     C.F.Wei
96. Calamus didymocarpus     Warb. ex Becc.
97. Calamus didymophyllus     (Becc.) Ridl.
98. Calamus diepenhorstii     Miq.
99. Calamus digitatus     Becc.
100. Calamus dilaceratus     Becc.
101. Calamus dioicus     Lour.
102. Calamus discolor     Mart.
103. Calamus disjunctus     A.J.Hend.
104. Calamus distentus     Burret
105. Calamus divaricatus     Becc.
106. Calamus divergens     A.J.Hend., Pitopang & Moh.Iqbal
107. Calamus dongnaiensis     Pierre ex Becc.
108. Calamus draco     Willd.
109. Calamus dracunculus     (Ridl.) W.J.Baker
110. Calamus dumetosus     (J.Dransf.) A.J.Hend. & Floda
111. Calamus egregius     Burret
112. Calamus elegans     Becc. ex Ridl.
113. Calamus equestris     Willd.
114. Calamus erectus     Roxb.
115. Calamus erinaceus     (Becc.) Becc.
116. Calamus erioacanthus     Becc.
117. Calamus erythrocarpus     W.J.Baker & J.Dransf.
118. Calamus essigii     W.J.Baker
119. Calamus eugenei     W.J.Baker
120. Calamus evansii     A.J.Hend.
121. Calamus exiguus     A.J.Hend.
122. Calamus exilis     Griff.
123. Calamus fertilis     Becc.
124. Calamus filipendulus     Becc.
125. Calamus filispadix     Becc.
126. Calamus fissilis     A.J.Hend., N.K.Ban & N.Q.Dung
127. Calamus fissus     (Blume) Miq.
128. Calamus flabellatus     Becc.
129. Calamus flagellum     Griff. ex Walp.
130. Calamus floribundus     Griff.
131. Calamus formicarius     (Becc.) W.J.Baker
132. Calamus formosanus     Becc.
133. Calamus furvus     A.J.Hend.
134. Calamus gaharuensis     A.J.Hend.
135. Calamus gajoensis     A.J.Hend. & Rustiami
136. Calamus gamblei     Becc.
137. Calamus geniculatus     Griff.
138. Calamus georgei     W.J.Baker
139. Calamus gibbsianus     Becc.
140. Calamus glaucescens     (Blume) D.Dietr.
141. Calamus godefroyi     Becc.
142. Calamus gonospermus     Becc.
143. Calamus goramensis     A.J.Hend.
144. Calamus gracilipes     Miq.
145. Calamus gracilis     Roxb.
146. Calamus grandifolius     Becc.
147. Calamus grandis     Griff.
148. Calamus griseus     J.Dransf.
149. Calamus guruba     Buch.-Ham. ex Mart.
150. Calamus hallierianus     (Becc. ex K.Heyne) W.J.Baker
151. Calamus halmaherensis     Burret
152. Calamus harmandii     Pierre ex Becc.
153. Calamus heatubunii     W.J.Baker & J.Dransf.
154. Calamus helferianus     Kurz
155. Calamus henryanus     Becc.
156. Calamus heteracanthopsis     A.J.Hend.
157. Calamus heteracanthus     Zipp. ex Blume
158. Calamus heteroideus     Blume
159. Calamus hirsutus     (Blume) Miq.
160. Calamus holttumii     Furtado
161. Calamus hookerianus     Becc.
162. Calamus horridus     (Burret) W.J.Baker
163. Calamus hosensis     A.J.Hend.
164. Calamus hukaungensis     A.J.Hend.
165. Calamus impressus     A.J.Hend., Pitopang & Moh.Iqbal
166. Calamus inermis     T.Anderson
167. Calamus ingens     (J.Dransf.) W.J.Baker
168. Calamus inops     Becc. ex K.Heyne
169. Calamus insignis     Griff.
170. Calamus insolitus     A.J.Hend.
171. Calamus insularis     A.J.Hend.
172. Calamus interruptus     Becc.
173. Calamus jacobsii     W.J.Baker & J.Dransf.
174. Calamus javensis     Blume
175. Calamus jenkinsianus     Griff.
176. Calamus jenningsianus     Becc.
177. Calamus johanis     A.J.Hend.
178. Calamus johndransfieldii     W.J.Baker
179. Calamus johnsii     W.J.Baker & J.Dransf.
180. Calamus kampucheaensis     A.J.Hend. & Hourt
181. Calamus kandariensis     Becc.
182. Calamus karuensis     Ridl.
183. Calamus katikii     W.J.Baker & J.Dransf.
184. Calamus kebariensis     Maturb., J.Dransf. & W.J.Baker
185. Calamus kiahii     Furtado
186. Calamus kinabaluensis     A.J.Hend.
187. Calamus kingianus     Becc.
188. Calamus kjellbergii     Furtado
189. Calamus klossii     Ridl.
190. Calamus komsaryi     (Maturb., J.Dransf. & Mogea) W.J.Baker
191. Calamus kontumensis     A.J.Hend., N.K.Ban & N.Q.Dung
192. Calamus koordersianus     Becc.
193. Calamus kostermansii     W.J.Baker & J.Dransf.
194. Calamus kubahensis     A.J.Hend.
195. Calamus kunstleri     (Becc.) W.J.Baker
196. Calamus kurzianus     (Hook.f. ex Becc.) W.J.Baker
197. Calamus lakshmanae     Renuka
198. Calamus lambirensis     J.Dransf.
199. Calamus lamprolepis     (Becc.) W.J.Baker
200. Calamus laoensis     T.Evans, Sengdala, Viengkham, Thamm. & J.Dransf.
201. Calamus lateralis     A.J.Hend., N.K.Ban & N.Q.Dung
202. Calamus latifolius     Roxb.
203. Calamus latus     A.J.Hend.
204. Calamus lauterbachii     Becc.
205. Calamus laxissimus     Ridl.
206. Calamus leiocaulis     Becc. ex K.Heyne
207. Calamus leloi     J.Dransf.
208. Calamus lengguanii     A.J.Hend.
209. Calamus leptopus     Griff.
210. Calamus leptospadix     Griff.
211. Calamus leptostachys     Becc. ex K.Heyne
212. Calamus lewisianus     Griff.
213. Calamus lobatus     A.J.Hend., Pitopang & Moh.Iqbal
214. Calamus lobbianus     Becc.
215. Calamus loherianus     (Becc.) W.J.Baker
216. Calamus longibracteatus     W.J.Baker
217. Calamus longipes     Griff.
218. Calamus longipinna     K.Schum. & Lauterb.
219. Calamus longisetus     Griff.
220. Calamus longispatha     Ridl.
221. Calamus longispinosus     (Burret) W.J.Baker
222. Calamus longiusculus     A.J.Hend.
223. Calamus lucysmithiae     W.J.Baker & J.Dransf.
224. Calamus luteus     W.J.Baker
225. Calamus macrochlamys     Becc.
226. Calamus macrophyllus     (Becc.) W.J.Baker
227. Calamus macropterus     Miq.
228. Calamus macrorhynchus     Burret
229. Calamus macrosphaerion     Becc.
230. Calamus maculatus     (J.Dransf.) W.J.Baker
231. Calamus mahanandensis     S.Mondal, S.K.Basu & M.Chowdhury
232. Calamus maiadum     J.Dransf.
233. Calamus malawaliensis     J.Dransf.
234. Calamus manan     Miq.
235. Calamus manglaensis     A.J.Hend. & N.Q.Dung
236. Calamus manii     (Becc.) W.J.Baker
237. Calamus manillensis     (Mart.) H.Wendl.
238. Calamus marginatus     (Blume) Mart. ex Walp.
239. Calamus mattanensis     Becc.
240. Calamus maturbongsii     W.J.Baker & J.Dransf.
241. Calamus megalocarpus     (Burret) W.J.Baker
242. Calamus megaphyllus     Becc.
243. Calamus meghalayensis     A.J.Hend.
244. Calamus melanacanthos     Mart.
245. Calamus melanochaetes     (Blume) Miq.
246. Calamus melanochrous     Burret
247. Calamus melanoloma     Mart.
248. Calamus melanorhynchus     Becc.
249. Calamus metzianus     Schltdl.
250. Calamus micracanthus     Griff.
251. Calamus micranthus     Blume
252. Calamus microsphaerion     Becc.
253. Calamus minahassae     Warb. ex Becc.
254. Calamus minor     A.J.Hend.
255. Calamus minutus     J.Dransf.
256. Calamus mirabilis     Mart.
257. Calamus mitis     Becc.
258. Calamus modestus     T.Evans & T.P.Anh
259. Calamus mogeae     J.Dransf.
260. Calamus mogeanus     (Rustiami) W.J.Baker
261. Calamus mollispinus     (J.Dransf.) W.J.Baker
262. Calamus monticola     Griff.
263. Calamus moorei     (J.Dransf.) W.J.Baker
264. Calamus moorhousei     Furtado
265. Calamus moseleyanus     Becc.
266. Calamus moszkowskianus     Becc.
267. Calamus moti     F.M.Bailey
268. Calamus muelleri     H.Wendl.
269. Calamus multispicatus     Burret
270. Calamus muricatus     Becc.
271. Calamus myriacanthus     Becc.
272. Calamus myrianthus     Becc.
273. Calamus nagbettai     R.R.Fernandez & Dey
274. Calamus nambariensis     Becc.
275. Calamus nanduensis     W.J.Baker & J.Dransf.
276. Calamus nannostachys     Burret
277. Calamus nanodendron     J.Dransf.
278. Calamus nematospadix     Becc.
279. Calamus nicobaricus     Becc.
280. Calamus nicolai     Verschaff.
281. Calamus nielsenii     J.Dransf.
282. Calamus niger     Willd.
283. Calamus nitidus     Mart.
284. Calamus notabilis     A.J.Hend.
285. Calamus novae-georgii     W.J.Baker & J.Dransf.
286. Calamus nudus     W.J.Baker & S.Venter
287. Calamus nuichuaensis     A.J.Hend., N.K.Ban & N.Q.Dung
288. Calamus nuralievii     A.J.Hend. & N.Q.Dung
289. Calamus obiensis     A.J.Hend.
290. Calamus oblatus     (J.Dransf.) W.J.Baker
291. Calamus oblongus     Reinw. ex Blume
292. Calamus occidentalis     Witono & J.Dransf.
293. Calamus ochrolepis     (Becc.) W.J.Baker
294. Calamus ocreatus     (A.J.Hend. & N.Q.Dung) W.J.Baker
295. Calamus oligolepis     (Becc.) W.J.Baker
296. Calamus oligophyllus     (Becc.) W.J.Baker
297. Calamus oligostachys     T.Evans, Sengdala, Viengkham, Thamm. & J.Dransf.
298. Calamus optimus     Becc.
299. Calamus oresbiopsis     A.J.Hend.
300. Calamus oresbius     W.J.Baker & J.Dransf.
301. Calamus ornatus     Blume
302. Calamus orthostachyus     Furtado
303. Calamus ovoideus     Thwaites ex Trimen
304. Calamus oxleyanus     Teijsm. & Binn. ex Miq.
305. Calamus oxleyoides     A.J.Hend.
306. Calamus oxycarpus     Becc.
307. Calamus oxycoccus     W.J.Baker
308. Calamus pachypus     W.J.Baker, Bayton, J.Dransf. & Maturb.
309. Calamus pachyrostris     (Becc.) W.J.Baker
310. Calamus pachystemonus     Thwaites
311. Calamus padangensis     Furtado
312. Calamus pahangensis     A.J.Hend.
313. Calamus palembanicus     (Blume) Miq.
314. Calamus pandanosmus     Furtado
315. Calamus pannosus     (Becc.) W.J.Baker
316. Calamus papuanus     Becc.
317. Calamus papyraceus     W.J.Baker & J.Dransf.
318. Calamus parutan     Fernando
319. Calamus parvifructus     W.J.Baker
320. Calamus parvulus     A.J.Hend. & N.Q.Dung
321. Calamus paspalanthus     Becc.
322. Calamus paulii     J.Dransf.
323. Calamus pedicellaris     (Becc.) W.J.Baker
324. Calamus pedicellatus     Becc. ex K.Heyne
325. Calamus penicillatus     Roxb.
326. Calamus perakensis     Becc.
327. Calamus peregrinus     Furtado
328. Calamus periacanthus     (Miq.) Miq.
329. Calamus pertenuis     A.J.Hend. & Rustiami
330. Calamus pholidostachys     J.Dransf. & W.J.Baker
331. Calamus pilosellus     Becc.
332. Calamus pilosissimus     Becc.
333. Calamus pintaudii     W.J.Baker & J.Dransf.
334. Calamus plagiocyclus     (Burret) W.J.Baker
335. Calamus platyspathus     Mart. ex Kunth
336. Calamus plicatus     Blume
337. Calamus poensis     Becc.
338. Calamus pogonacanthus     Becc. ex H.J.P.Winkl.
339. Calamus pogonotium     W.J.Baker
340. Calamus poilanei     Conrard
341. Calamus politus     (Fernando) W.J.Baker
342. Calamus polycladus     Burret
343. Calamus polystachys     Becc.
344. Calamus posoanus     Rustiami
345. Calamus powlingii     A.J.Hend.
346. Calamus propinquus     (Becc.) A.J.Hend.
347. Calamus pseudoconcolor     (J.Dransf.) W.J.Baker
348. Calamus pseudotenuis     Becc.
349. Calamus pseudozebrinus     Burret
350. Calamus psilocladus     J.Dransf.
351. Calamus pumilus     (Van Valk.) W.J.Baker
352. Calamus pycnocarpus     (Furtado) J.Dransf.
353. Calamus pygmaeus     Becc.
354. Calamus quangngaiensis     A.J.Hend. & N.Q.Dung
355. Calamus radiatus     Thwaites
356. Calamus radicalis     H.Wendl. & Drude
357. Calamus radulosus     Becc.
358. Calamus rarispinosus     (Renuka & Vijayak.) W.J.Baker
359. Calamus reinwardtii     Mart.
360. Calamus reticulatus     Burret
361. Calamus retroflexus     J.Dransf. & W.J.Baker
362. Calamus reyesianus     Becc.
363. Calamus rhabdocladus     Burret
364. Calamus rheedei     Griff.
365. Calamus rhomboideus     Blume
366. Calamus rhytidomus     Becc.
367. Calamus ridleyanus     Becc.
368. Calamus riedelianus     Miq.
369. Calamus robinsonianus     Becc.
370. Calamus rotang     L.
371. Calamus ruber     Reinw. ex Mart.
372. Calamus rudentum     Lour.
373. Calamus rugosus     Becc.
374. Calamus rumphii     Blume
375. Calamus ruptilis     (Becc.) W.J.Baker
376. Calamus ruptiloides     A.J.Hend.
377. Calamus ruvidus     Becc.
378. Calamus sabalensis     J.Dransf.
379. Calamus sabensis     Becc.
380. Calamus salicifolius     Becc.
381. Calamus saltuensis     A.J.Hend.
382. Calamus samian     Becc.
383. Calamus sandsii     Rustiami
384. Calamus sarasinorum     (Warb. ex Becc.) W.J.Baker
385. Calamus sarawakensis     Becc.
386. Calamus sashae     J.Dransf. & W.J.Baker
387. Calamus scabridulus     Becc.
388. Calamus scabrispathus     Becc.
389. Calamus scapiger     (Becc.) W.J.Baker
390. Calamus schistoacanthus     Blume
391. Calamus schlechteri     (Burret) W.J.Baker
392. Calamus schlechterianus     Becc.
393. Calamus scipionum     Lour.
394. Calamus scleracanthus     Becc. ex K.Heyne
395. Calamus sedens     J.Dransf.
396. Calamus sekundurensis     (Rustiami & Zumaidar) W.J.Baker
397. Calamus senalingensis     J.Dransf.
398. Calamus sepal     (Becc.) W.J.Baker
399. Calamus septimus     A.J.Hend. & Rustiami
400. Calamus seriatus     A.J.Hend. & N.Q.Dung
401. Calamus seropakensis     A.J.Hend.
402. Calamus serpentinus     (J.Dransf.) W.J.Baker
403. Calamus serrulatus     Becc.
404. Calamus sessiliflorus     A.J.Hend. & Rustiami
405. Calamus siberutensis     (Rustiami) W.J.Baker
406. Calamus simplex     Becc.
407. Calamus singalanus     (Becc.) W.J.Baker
408. Calamus siphonospathus     Mart. ex Walp.
409. Calamus smitinandii     (J.Dransf.) A.J.Hend.
410. Calamus sordidus     J.Dransf.
411. Calamus spanostachys     W.J.Baker & J.Dransf.
412. Calamus sparsiflorus     (Becc.) W.J.Baker
413. Calamus spectatissimus     Furtado
414. Calamus spiculifer     J.Dransf. & W.J.Baker
415. Calamus spinifolius     Becc.
416. Calamus spinosus     A.J.Hend., Pitopang & Moh.Iqbal
417. Calamus spinulinervis     Becc.
418. Calamus spiralis     A.J.Hend., N.K.Ban & N.Q.Dung
419. Calamus stenophyllus     (Becc.) W.J.Baker
420. Calamus stolonifer     Renuka
421. Calamus suaveolens     W.J.Baker & J.Dransf.
422. Calamus subangulatus     Miq.
423. Calamus subsolanus     A.J.Hend. & Rustiami
424. Calamus sulawesiensis     A.J.Hend.
425. Calamus sumatranus     (Becc.) A.J.Hend.
426. Calamus sumbawensis     Burret
427. Calamus superciliatus     W.J.Baker & J.Dransf.
428. Calamus susukensis     A.J.Hend. & Rustiami
429. Calamus symphysipus     Mart. ex Walp.
430. Calamus tadulakoensis     A.J.Hend., Moh.Iqbal, Rusydi & Pitopang
431. Calamus takanensis     (Rustiami) W.J.Baker
432. Calamus tambingensis     A.J.Hend., Pitopang & Moh.Iqbal
433. Calamus tanakadatei     Furtado
434. Calamus tapanensis     A.J.Hend.
435. Calamus temii     T.Evans
436. Calamus tenompokensis     Furtado
437. Calamus tenuis     Roxb.
438. Calamus tetradactyloides     Burret
439. Calamus tetradactylus     Hance
440. Calamus thwaitesii     Becc.
441. Calamus thysanolepis     Hance
442. Calamus timorensis     Becc.
443. Calamus toli-toliensis     Becc. ex K.Heyne
444. Calamus trachycoleus     Becc.
445. Calamus treubianus     (Becc.) W.J.Baker
446. Calamus trichrous     (Miq.) Miq.
447. Calamus trigynus     A.J.Hend., Pitopang & Moh.Iqbal
448. Calamus tumidus     Furtado
449. Calamus unifarius     H.Wendl.
450. Calamus unijugus     (J.Dransf.) W.J.Baker
451. Calamus urdanetanus     (Becc.) W.J.Baker
452. Calamus ursinus     (Becc.) W.J.Baker
453. Calamus uschdraweitianus     (Burret) W.J.Baker
454. Calamus usitatus     Blanco
455. Calamus validus     W.J.Baker
456. Calamus vattayila     Renuka
457. Calamus velutinus     A.J.Hend. & N.Q.Dung
458. Calamus verticillaris     Griff.
459. Calamus vestitus     Becc.
460. Calamus vidalianus     Becc.
461. Calamus viminalis     Willd.
462. Calamus vinaceus     A.J.Hend., Pitopang & Moh.Iqbal
463. Calamus vinosus     Becc.
464. Calamus viridis     A.J.Hend., Pitopang & Moh.Iqbal
465. Calamus viridissimus     Becc.
466. Calamus vitiensis     Warb. ex Becc.
467. Calamus walkeri     Hance
468. Calamus wanggaii     W.J.Baker & J.Dransf.
469. Calamus warayanus     Adorador & Fernando
470. Calamus warburgii     K.Schum.
471. Calamus wedaensis     A.J.Hend.
472. Calamus whitmorei     J.Dransf.
473. Calamus wightii     Griff.
474. Calamus womersleyi     J.Dransf. & W.J.Baker
475. Calamus wrightmyoensis     (Renuka & Vijayak.) W.J.Baker
476. Calamus wuliangshanensis     San Y.Chen, K.L.Wang & S.J.Pei
477. Calamus yentuensis     A.J.Hend. & N.Q.Dung
478. Calamus zebrinus     Becc.
479. Calamus zeylanicus     Becc.
480. Calamus zieckii     Fernando
481. Calamus zollingeri     Becc.
482. Calamus zonatus     Becc.